# Harry Åhman
Harry Åhman (* 23. Mai 1912 in Malmberget; † 1992) war ein schwedischer Fernschachmeister und ein Schachorganisator.

## Fernschach
Åhman begann 1946 mit dem Fernschach. Er gewann 1959 und 1961 die Fernschachmeisterschaft von Schweden. Er beteiligte sich an vielen internationalen Turnieren, beispielsweise an der 10. Schacholympiade. 1979 verlieh ihm die ICCF den Titel Internationaler Meister des Fernschachs. 

## Organisator
Åhman war von 1958 bis 1977 Vorsitzender der Fernschachkommission des Schwedischen Schachbundes. Ab 1975 arbeitete er bis 1989 für den ICCF als Revisor. Seine Verdienste für das schwedische Fernschach wurden 1970 gewürdigt mit der „Collijn-Medaille in Gold“, 1986 erhielt er vom ICCF die „Bertl von Massow-Medaille in Silber“, seit 1987 war er Ehrenmitglied des ICCF.